# گریلی ۳۰۷۸۵
سیارک ۳۰۷۸۵ (به انگلیسی: 30785 Greeley، نامگذاری:1988PX) سی هزار و هفتصد و هشتاد و پنجمین سیارک کشف شده‌است که در ۱۳ اوت ۱۹۸۸ کشف شد.